# C1 Ariete
El C1 Ariete es el carro de combate principal del Ejército Italiano. Recibe su nombre en honor a la 132.ª División blindada Ariete, del Regio Esercito Italiano la cual quedó completamente destruida durante la segunda batalla de El Alamein en 1942. 
Desarrollado en consorcio formado por Iveco, Fiat y OTO Melara (CIO o Consorzio Iveco Oto Melara). El chasis y el motor son producidos por Iveco, mientras la torre y los sistemas de control de tiro lo fueron por OTO Melara. Está equipado con lo último en sistemas de computación electrónica y control automático de tiro, que le dan capacidad de abrir fuego en movimiento posibilitándole entrar en acción día y noche independientemente de las condiciones climáticas. Las entregas se planearon por primera vez para 1993, pero en realidad se llevó a cabo en 1995 debido a los retrasos, la última fue siete años después en agosto del 2002. Una actualización que incluye blindaje modular y un cargador automático fue propuesta en 2005.

## Historia
Su idea se basó en un necesario reemplazo del parque de blindados del Ejército de tierra de Italia en las inmediaciones de los años 80 ante el pedido del Ejército de un carro de combate moderno; y que para cumplir las obligaciones con la OTAN estuviera al nivel de sus contrapartes alemanas (Leopard 2) y estadounidenses (M1 Abrams), además de solventar que este país contara en sus existencias con material de diverso origen, como los carros estadounidenses M60 Patton, el alemán Leopard 1 y el local OF-40 (una copia bajo licencia, casi idéntica del Leopard 1 alemán pero con mejoras sustanciales en su motorización y sistemas electrónicos), lo que le impedía mantener una logística adecuada para su parque de blindados. A principios de la década de 1980 Italia tenía 920 tanques Leopard-1 y 300 M60 mientras la URSS tenía en servicio tanques T-64/72/80 para los cuales los tanques italianos no eran un problema. Y se esperaba llegaran pronto los T-72B y T-80U. Además se quería un tanque que pudiera ser exportado, lo cual no fue posible con los Leopard producidos localmente debido al veto alemán. Con esto la compra del Leopard-2 quedaba descartada 
Se quería comprar unos 700 tanques pero ante los elevados costes del programa se decidió ponerlo en servicio en calidad de carro principal, pero construyéndose tan sólo 200 unidades, y posponiendo cualquier construcción y mejora adicional en el futuro.
El tanque Ariete fue un éxito de la industria italiana. Fue desarrollado por el Consorcio Iveco Fiat-OTO Melara. Esto es, la División de Vehículos de Defensa de Iveco SpA y la Division Otobreda de Alenia Difesa. IVECO realizó el diseño y desarrollo del chasis y Otobreda se encargó de la torreta y el sistema de armas. El Ariete entró en producción para el Ejército Italiano en 1995.
Se está trabajando actualmente en la actualización de mitad de vida. Se han llevado a cabo la actualización del motor ( llevándolo a 1500 CV) y en sistemas ópticos y de puntería. Unos 125 tanques recibirán nuevos sistemas ópticos, radios y equipos de navegación modernizados. Además los sistemas de propulsión y frenado, los engranajes de reducción final, la suspensión, el sistema de combustible, las orugas y el sistema de aguas residuales también recibirán una revisión y actualización. La mejora del blindaje es uno de los aspectos clave de la actualización, ya que se hace especial hincapié en la protección de los salientes laterales del vehículo y se incluye blindaje reactivo junto con escudos en los laterales y en la torreta. El objetivo es mantener la flota operativa hasta 2040.

## Armamento
El cañón del Ariete es el mismo calibre 120/44 de la mayor parte de los Leopard 2 y los M1 Abrams anteriores al M1A2. El cañón del tanque italiano es un diseño de Rheintmetal, estandarizado en occidente, y con precisión y letalidad muy superior al L7 de 105mm. de la generación de tanques anterior.

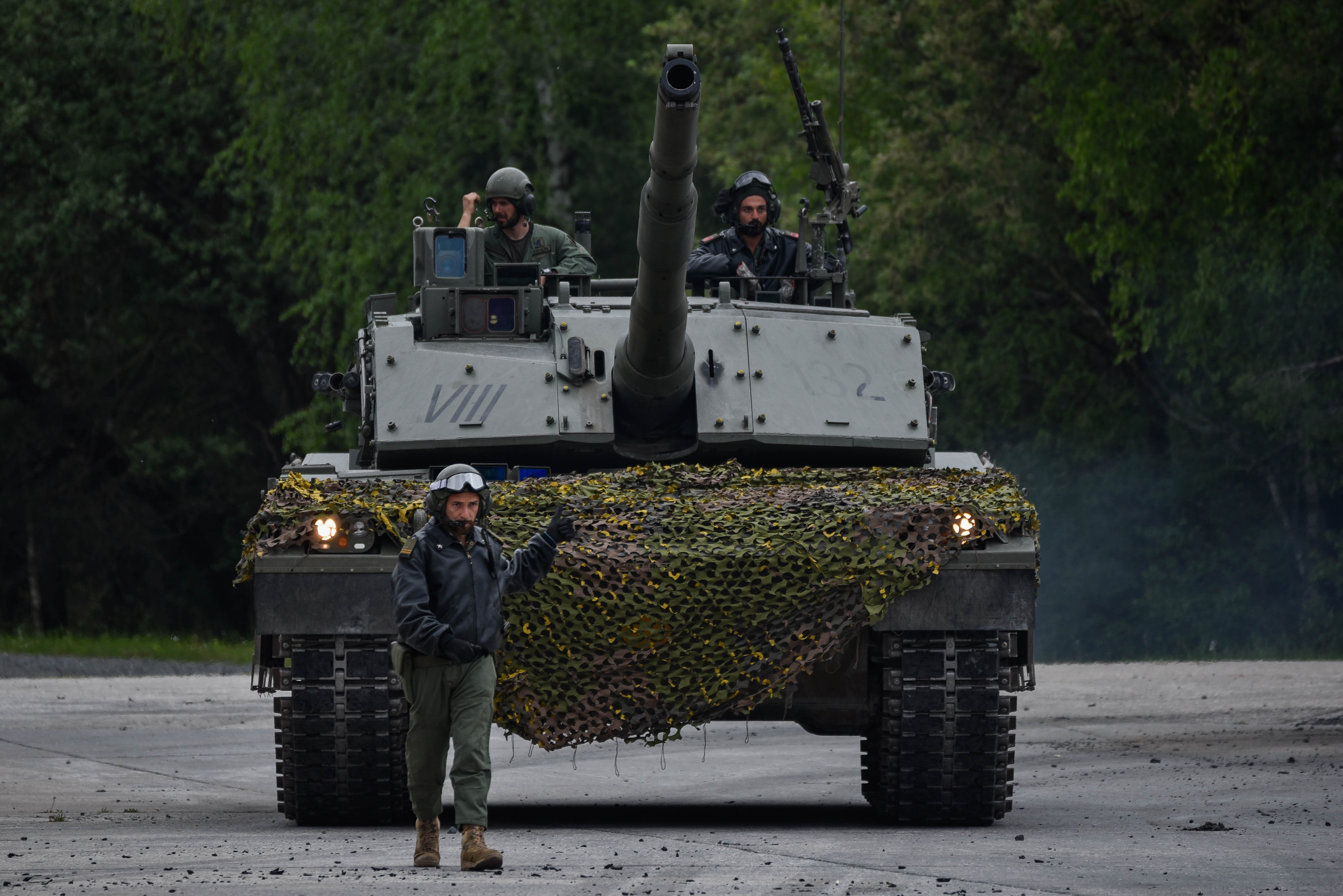
Vista frontal del C1

El CCP Ariete puede alcanzar blancos estacionarios y en movimiento en ambientes diurnos y/o nocturnos, inclusive si el blindado se halla en posición estática o en marcha. El armamento principal lo compone un cañón de longitud de 44 calibres, estándar OTAN de 120 mm, de ánima lisa y manufacturado por la firma local OTOBreda. Tiene en su composición un manguito térmico, un sistema de extracción de los gases del disparo, y un sistema de blanco de referencia en la punta del mismo, aparte el cañón está estabilizado en dos ejes por un sistema hidráulico de servoejes e incluso puede disparar todos los tipos de munición disponibles para los países del pacto OTAN, que incluye munición tipo APFSDS (armour-piercing fin-stabilised discarding sabot, por sus siglas en inglés) y del tipo HEAT (alto explosivo anticarro, por sus siglas en inglés). El blindado cuenta con un total de 42 proyectiles de 120 mm, de los cuales 15 van dispuestos en la torreta para su uso inmediato, y 27 son localizados en el casco para uso posterior.
El C1 Ariete está dotado con dos ametralladoras de 7.62 mm OTAN, una de las cuales va montada coaxialmente al cañón y otra para la defensa antiaérea encima de la torreta operada por el comandante del carro, entre ambas ametralladoras suman los 2500 cartuchos. La torreta y la elevación/depresión de las armas son controladas por un sistema electro-hidráulico, con otro de respaldo y de acción manual para en caso de que el sistema preinstalado se altere o deje de funcionar debido a un impacto.

## Blindaje y sistemas de autoprotección

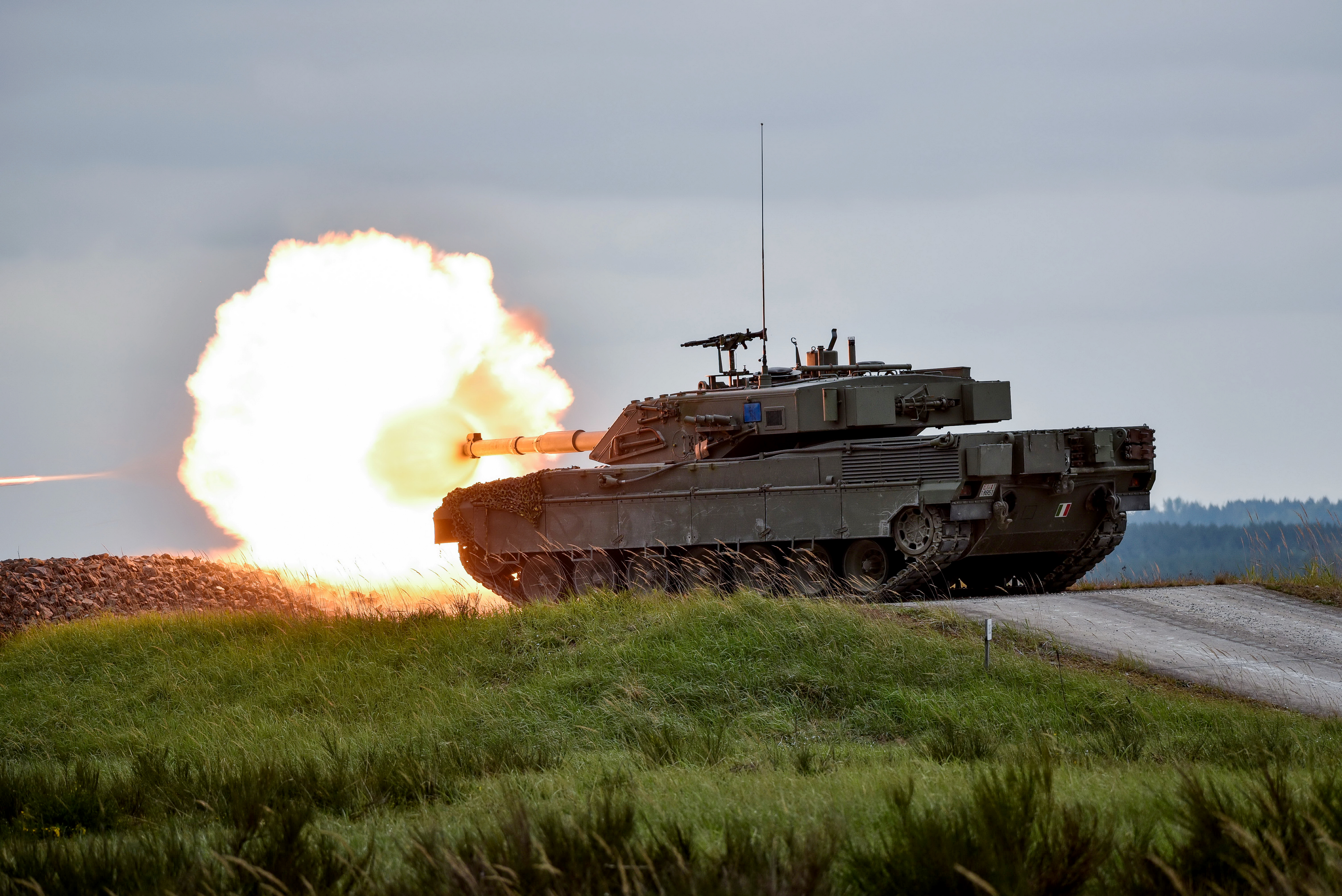
Vista lateral del C1

El sistema de lanzagranadas, accionado eléctricamente, está montado a ambos lados de la torreta en una posición de tiro directo hacia el frente. Este blindado está equipado con un sistema de alerta ante ataques de misiles anticarro, denominado RALM; con activación por láser y con receptores del mismo tipo que son fabricados por la firma Marconi SpA. Las cabezas del sistema RALM de sensores van situadas en el frontal de la torreta y tienen una cobertura de 360 grados del teatro en el que se despliegue.
El casco y la torreta son de piezas de acero de alta resistencia soldadas, con una considerable adición de protección en el arco frontal. Los tripulantes disponen a su vez de un sistema de protección ABQ para entornos de combate en donde se solicite, y cuyo desarrollo fue llevado a cabo por la firma local Sekur SpA con sede en la ciudad de Roma.
El peso relativamente ligero del Ariete era una exigencia de emplear el mismo motor FIAT de otros blindados. Además del ahorro logístico esto ayudó a reducir el consumo y facilitó el transporte y la movilidad sobre puentes. Pero esto se obtuvo en parte a expensas de movilidad y del grosor del blindaje. Se intentó compensarlo con un buen perfil balística del casco pero planteó dudas sobre su capacidad para sobrevivir en combate frente a un enemigo bien equipado.

## Control de tiro y Sistemas de Observación
El sistema de control de tiro es manufacurado por el fabricante local Officine Galileo, con sede en Florencia, Italia. La denominación es TURMS FCS; e incluye sistemas de visión día/noche con un periscópio estabilizado para el comandante del carro, con visión panorámica, otra similar para el artillero con sistemas de visión térmica y pontimetría láser y una computadora de tiro digital incorporadas a sus aparatos de control. La computadora de tiro descarga la información necesaria para que los cálculos del artillero séan correctos, sus datos son obtenidos de los sistemas meteorológicos y de medición de la velocidad y dirección del viento instalados en el blindado, con ellos a su vez se ajustan la altura del carro, la del cañón y así se adaptan sus características. Los sistemas de puntería de imágenes térmicas y láser para un tiro certero; y aparte adaptar el tipo de munición adecuada al blanco y los parámetros de tiro necesarios para incrementar la efectividad. 
El puesto de mando del comandante del carro, situado a la izquierda de la torreta, está equipado con un sistema de visión panorámica estabilizado y un monitor de televisión que exhibe las imágenes del sistema térmico de visión de las miras del artillero. Las miras del comandante, montadas en el techo de la torreta, tienen un traverso de 360° y un rango de elevación desde los -10 hasta los +60 grados.
El puesto del conductor va equipado dentro del casco y a la derecha de este tiene en su conjunto de control tres periscópios, uno de los cuales cuenta con sistemas de visión diurna/nocturna con capacidades activas/pasivas.

## Propulsión

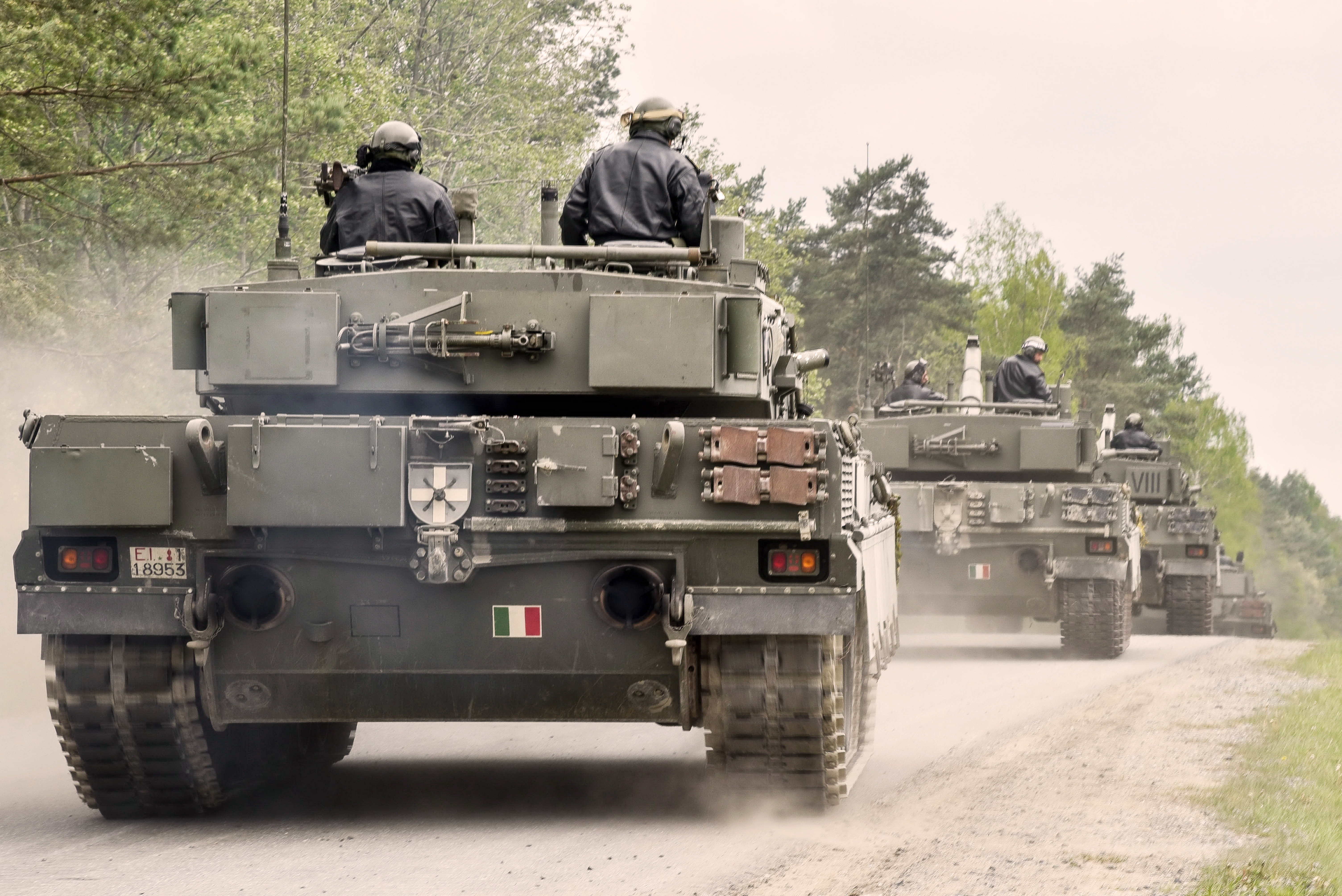
Vista trasera del C1

El C1 Ariete es propulsado por un motor de la marca Fiat del modelo V-12 MTCA turbocargado y de 12 cilindros, de combustible diésel que despliega unos 950 kW. Cuenta además con un sistema de transmisión automática, construido bajo licencia de ZF, con cuatro marchas adelante y dos en reversa el cual incorpora un control de tracción y un retardador hidráulico de respuesta. Las velocidades finales son epicíclicas. El Ariete está impulsado por un motor turbocargado Fiat V-12 MTCA de doce cilindros diésel que entrega una potencia de 937Kw. La transmisión fue construida con licencia alemana. 
Los conjuntos de las orugas de marcha consisten en juegos duales de siete rines recubiertos de goma alineados, con cuatro piñones de retorno en cada lado con conectores de tipo cintado. Las cadenas son del tipo de doble pinado y fueron diseñadas por la firma alemana Diehl. La suspensión consiste de un sistema mixto de barras de torsión y de amortiguadores hidráulicos situados en cada lado de ambos brazos.
El C1 Ariete en marcha es capaz de alcanzar una velocidad máxima de 65 km/h y su gradiente de inclinación máximo es de un desnivel de hasta el 60%. La capacidad de vadeo es de 4 m con su equipamiento y debida preparación y de 1,25 m sin preparación.
Durante los primeros años de funcionamiento el Ariete mostró algunas deficiencias con respecto al motor. El motor V12 1250 FIAT-Iveco MTCA (Modular turboalimentados Posenfriador) es en realidad un acoplamiento de dos motores V6 utilizados por varios vehículos del Ejército italiano como el Centauro y el Dardo. Como resultado produce menos potencia que la mayor parte de diseños occidentales contemporáneos. El motor de Ariete tiene que funcionar a altas RPM para funcionar bien, reduciéndose así el tiempo entre averías.

## Usuarios
- Italia - 200[2]
  - 20° Battaglione carri "M.O. Pentimalli", 4° Reggimento carri di Bellinzago Novarese (NO), 41 Ariete.
  - 3° Battaglione carri "M.O. Galas", 32° Reggimento carri di Tauriano (PN), 41 Ariete.
  - 31° Battaglione carri "M.O. Andreani", 131° Reggimento carri di Persano (SA), 41 Ariete.
  - 8° Battaglione carri "M.O. Secchiaroli", 132° Reggimento carri di Cordenòns (PN), 41 Ariete.

- Distribución futura:
  - 4° Reggimento carri di Bellinzago Novarese (NO), Brigata Ariete, 30 Ariete.
  - 32° Reggimento carri di Tauriano (PN), Brigata Ariete, 30 Ariete.
  - 132° Reggimento carri di Cordenòns (PN), Brigata Ariete, 30 Ariete.
  - 1° Reggimento bersaglieri di Cosenza (CS), Brigata Garibaldi, 14 Ariete.
  - 8° Reggimento bersaglieri di Caserta (CE), Brigata Garibaldi, 14 Ariete.
  - 11° Reggimento bersaglieri di Orcenico Superiore (PN), Brigata Garibaldi, 14 Ariete.

### Vehículos similares
- Leopard 2
- / Leopardo 2E
- Tipo 98G
- M1 Abrams A2
- P'ookpong Ho (M-2002)
- K1
- K2 Black Panther
- Arjun
/ T-90 "Bhishma"
- Zulfiqar 3
- Merkava IV
- /// Al-Hussein
- Tipo 90
  Tipo 10
- /  Al-Khalid
/  Al-Zarrar
- PT-91Z
- TR-125
- Challenger 2 LIP
- T-80UM2
  T-90AM
- M-84AS (M-2001)
- M-95 Degman
- / Stridsvagn 122
- T-84 Oplot-M
- // T-80UM2
- MİTÜP Altay

### Listas relacionadas
- Anexo:carros de combate principales por generación

## Lista de Referencias
1. ↑  «Ariete». Army Guide (en inglés).
2. ↑  «Country data». army guide (en inglés).